# Scottish Opera
Scottish Opera is een Schots operagezelschap, opgericht in 1962 en gevestigd in Glasgow.

## Geschiedenis
De Scottish Opera werd in 1962 opgericht door Sir Alexander Gibson en is een van de meer gerespecteerde operagezelschappen in de wereld geworden. In 1975 kocht de Scottish Opera het Theatre Royal in Glasgow van de Schotse televisie en na een verbouwing heropende het theater in oktober 1975 met een uitvoering van Die Fledermaus. In maart 2005 ging het management van het Theatre Royal naar de Ambassador Theatre Group, maar het zal niettemin de thuisbasis blijven van de Scottish Opera.
Vanaf 1994 heeft de opera er in Edinburgh een belangrijke plaats bij voor uitvoeringen, het Edinburgh Festival Theatre.
De Scottish Opera heeft de nodige financiële problemen gekend, wegens gebrek aan bronnen van inkomsten; verder waren er beschuldigingen over ongecontroleerde uitgaven, met name gedurende een aantal jaren na 2000. Haar cyclus van Wagners Ring werd geroemd, maar was er tegelijkertijd de oorzaak van dat de financiën van het gezelschap ernstig afnamen. In 2004 werd een financieel plan opgezet dat voorzag in het verlies van 88 banen, waaronder 34 leden van het koor en het seizoen 2005/2006 werd volledig geschrapt.
Sir Richard Armstrong kondigde als protest hiertegen zijn ontslag aan.
Sinds 2006 is Alex Reedijk algemeen directeur van Scottish Opera. In augustus 2007 benoemde het gezelschap met onmiddellijke ingang Francesco Corti als zijn nieuwe eerste dirigent.
In 2013 werd Emmanuel Joel-Hornak tot eerste dirigent benoemd, maar hij stapte om onduidelijke redenen reeds na 58 dagen op. Pas in 2015 werd met Stuart Stratford een opvolger gevonden.

## Prijzen en erkenningen
Hert gezelschap heeft veel prijzen gekregen, waaronder de Barclays TMA Award for Outstanding Achievement in Opera, voor de uitvoering van Macbeth en Der Rosenkavalier (beide in 1994) en voor Die Walküre en Siegfried (beide in 2002).

## Buitenlandse optredens
De Scottish Opera heeft een belangrijk aantal producties in het buitenland uitgevoerd, zoals Peter Grimes en Tristan en Isolde, in Lissabon; Macbeth op het Weens Internationaal Festival en de Europese première van James MacMillan’s Ines de Castro in Porto, Portugal.

## Eerste dirigenten
- Alexander Gibson (1962 - 1986)
- John Mauceri (1986 - 1992)
- Sir Richard Armstrong (1992 - 2005)
- Francesco Corti (2007 - 2013)
- Emmanuel Joel-Hornak (2013)
- Stuart Stratford (2015 - heden)